# Charles Tassin de La Chaussée
 (octobre 2024).
- Si vous ne connaissez pas le sujet, laissez ce bandeau (vous pouvez alors contacter les auteurs).
- Si vous supprimez le contenu mis en cause (vous pouvez préalablement contacter les auteurs),

argumentez précisément cette suppression dans la page de discussion
(un manque de référence n'est pas un argument ; une recherche réelle de référence doit avoir été effectuée, être formellement documentée).
 (octobre 2024).
Charles Tassin de La Chaussée (1696-1765), était un négociant orléanais dans le commerce des laines d'Espagne hérité de son grand-père Charles Tassin. Il était membre de la famille Tassin de Charsonville, établie à Orléans depuis le XIVe siècle, qui fournit nombre de notables à la ville. Il fut maire d'Orléans.

## Biographie
Charles Tassin de La Chaussée, seigneur de La Chaussée (Miramion), ancien fief des Beauharnais, et seigneur de La Boëche, est le fils de Joseph Tassin de La Chaussée (1625-1725), seigneur des Hauts-Champs et échevin d'Orléans, et de Catherine Rousselet. Il est le petit-fils de Charles Tassin (1620-1695), échevin d'Orléans en 1672, 1673, 1677 et 1678. 
Charles Tassin de La Chaussée est maire d'Orléans de 1754 à 1757 et épouse Marie-Madeleine Jousse, fille de Charles Jousse, conseiller au Présidial d'Orléans, et sœur du juriste Daniel Jousse. Écuyer, secrétaire du Roi auprès du Conseil provincial d'Artois en 1761, maison et couronne de France, il est aussi receveur des deniers communaux en 1719, échevin de la ville d'Orléans en 1747, 1748 et 1749 sous le nom Tassin-Jousse et il fait frapper des jetons de ville à ses armes au dos.
C'est sous son mandat de maire que les piles du nouveau pont d'Orléans par Jean Hupeau sont réalisées sous la direction de Daniel-Charles Trudaine. Il fait également achever le chantier de la rue Royale après autorisation et implication personnelle de Louis XV.
Il est le père de Charles François Tassin de Charsonville et il est le frère aîné de Guillaume Tassin de Villepion (1700-1776) branche mâle éteinte, et de François Tassin de Saint-Péreuse (1707-1774) branche cadette subsistante.

## Armoiries
| Blason | Blasonnement : D'argent au chevron d'azur accompagné en chef d'un croissant entre deux étoiles et en pointe d'une aigle essorante, la tête contournée, tous de sable,. |